# Gryllacris guiianettii
Gryllacris guiianettii är en insektsart som beskrevs av Griffini 1909. Gryllacris guiianettii ingår i släktet Gryllacris och familjen Gryllacrididae. Inga underarter finns listade i Catalogue of Life.